# Jalabiro Forest Park
Der Jalabiro Forest Park ist ein Waldgebiet im westafrikanischen Staat Gambia.

## Topographie
Das kleine ungefähr 750 Meter durchmessende und 59 Hektar messende Waldgebiet liegt in der North Bank Region in dem Distrikt Central Baddibu. Es liegt rund 4,3 Kilometer westlich von dem nächsten größeren Ort Salikenne entfernt.
Der Jalabiro Forest Park wurde wie die anderen Forest Parks in Gambia zum 1. Januar 1954 eingerichtet, liegt aber heute innerhalb der Grenzen des Bao Bolong Wetland Reserve (BBWR), der seit 1996 nach der Ramsar-Konvention als schützenswertes Feuchtgebiet anerkannt ist. Obwohl der BBWR einen höheren Schutzstatus hat, wird der Jalabiro Forest Park noch auf aktuellen Karten eingezeichnet.